# TOI-6101
TOI-6101 — одиночная звезда в созвездии Гидры на расстоянии приблизительно 677 световых лет (около 208 парсек) от Солнца. Визуальная звёздная величина звезды — +11,7m.
Вокруг звезды обращается, как минимум, одна планета.

## Характеристики
TOI-6101 — жёлтый карлик спектрального класса G. Масса — около 1 солнечной, радиус — около 1,1 солнечного, светимость — около 1,071 солнечной. Эффективная температура — около 5656 K.

## Планетная система
В 2023 году группой астрономов, работающих в рамках программы TESS, было объявлено об открытии планеты TOI-6101 b.